# Future Places
Future Places é um festival de meios digitais  de entrada gratuita que decorre na cidade do Porto desde 2008, a última edição decorreu de 28 Outubro a 2 de Novembro 2013 e destacou-se pela remodelação do conceito de festival para "media Lab", as suas actividades tiveram lugar em vários locais da cidade, desde a Reitoria da Universidade do Porto, o Polo das Indústrias Criativas (UPTEC), o cinema Passos Manuel, Alfândega do Porto, Associação Sonoscopia e o espaço de intervenção cultural Maus Hábitos. A edição de 2013 teve a Rádio Manobras como rádio oficial do evento.
O Evento surge de uma parceria entre a Universidade do Porto e a Universidade do Texas em Austin, ao abrigo do programa UT Austin-Portugal, financiado pela Fundação para a Ciência e Técnologia.
O Future Places é um evento anual que assenta na cooperação de várias instituições nacionais, envolvendo um diálogo multidisciplinar entre estudantes e investigadores na área da engenharia, das artes e da ciências sociais e de comunicação, em estreita colaboração com artistas nacionais e estrangeiros.

## Edições Anteriores
A primeira edição do Future Places teve início em 7 de Outubro de 2008.
A segunda edição decorreu de 13 a 17 de Outubro de 2009 e contou com a presença de Hugh Forrest, Director de Evento do Festival Interactivo no SXSW.
A terçeira edição decorreu de 12 a 16 de Outubro de 2010 e foram abordados temas como a Globalização.
4.ª edição, contou com a participação de Peter Sunde, um dos fundadores do Pirate Bay
5ª edição - 17 a 20 deOutubro de 2012 - Foi apresentado um projeto de localização das casas abandonadas, o Geodevolutas.